# 无锡市第三棉纺织厂
无锡市第三棉纺织厂，原称丽新纺织印染厂、又称丽新布厂，是中华人民共和国江苏省无锡市的一个棉纺织厂，现已停业。

## 沿革
前身为唐骧廷、程敬堂等集资50万元、在惠商桥堍建造的丽新纺织印染厂。1922年建成开工，有400台织机及部分漂染整理设备。1931年建纺部，成为当时中华民国第一家商办纺织印染全产业链企业，主要生产鸳鸯牌府绸、鲤鱼牌精元布等。侵华日军攻占无锡时，遭到严重破坏。抗日战争胜利后，开始恢复生产。1954年举行公私合营。1965年，其印染车间划出单设为无锡市印染厂。1966年，纺织厂改名为无锡市国营第三棉纺织厂。1970年代，公司开始进行外贸出口。1993年，企业改革合资成为丽新纺织有限公司。